# 17 décembre en sport
17 novembre 17 janvier
Chronologies thématiques
- Croisades
- Ferroviaires
- Disney

Le 17 décembre (351e jour de l'année ou 352e en cas d'année bissextile) en sport.

## Événements

### XIXesiècle
- 1850 :
  - (Boxe) : le titre est laissé vacant à la suite du retrait en juin de William Thompson, tenant depuis 1845. Après des vicissitudes (report d'un match pour le titre programmé le 22 août), William Perry devient champion d'Angleterre en s'imposant face à Tom Paddock. Paddock est disqualifié au 27e round à la suite d'un coup à la nuque alors que Perry regagnait son coin[1].

### XXesièclede1901à1950
- 1920 :
  - (Cricket) : début de la première série de test cricket jouée après la Première Guerre mondiale, les Ashes entre l'Australie et l'Angleterre.

### XXesièclede1951à2000
- 1995 :
  - (Athlétisme) : Emma George porte le record du monde du saut à la perche féminin à 4,28 mètres.
- 2000 :
  - (Natation) : à Valence, Örn Arnarson bat le record d'Europe du 100 m dos en petit bassin, lors de la finale des Championnats d'Europe, le portant à 52 s 28/100.

### XXIesiècle
- 2014 :
  - (Athlétisme / Dopage) : l'ancien entraîneur Jon Drummond, est suspendu huit ans pour dopage, annonce l'Agence américaine antidopage (Usada). Drummond, sacré champion olympique du relais 4x100 m en 2000, «a détenu, trafiqué et administré des produits dopants à un athlète sous sa responsabilité», indique l'Usada dans son communiqué.
- 2017 :
  - (Handball / Mondiaux féminin) : en Allemagne, l'équipe de France remporte son 2e titre de championne du monde en battant la Norvège (23-21).
  - (Sport nautique / Record du tour du monde à la voile) : le skipper Français François Gabart franchit la ligne d'arrivée entre l'île d'Ouessant et le cap Lizard, sur son trimaran Macif, établissant ainsi un nouveau Record du tour du monde à la voile en solitaire, en multicoque et sans escale en 42 jours, 16 heures, 35 minutes et 38 secondes en améliorant de 6 jours et 10 heures le précédent chrono de référence réussi par Thomas Coville sur Sodebo établi, il y a un an[2].
- 2023 :
  - (Handball /Mondiaux féminin) : les Bleues décrochent un troisième titre mondial en dominant de bout en bout la Norvège (31-28)[3].

## Naissances

### XIXesiècle
- 1881 : 
  - Yngvar Bryn, athlète de sprint et patineur artistique de couple norvégien. Médaillé d'argent en couple aux Jeux d'Anvers 1920. († 30 avril 1947).
- 1884 : 
  - Henri Holgard, footballeur français. (1 sélection en équipe de France). († 21 août 1927).
- 1894 : 
  - Patrick Flynn, athlète de steeple américain. Médaillé d'argent du 3 000 m steeple aux Jeux d'Anvers 1920. († 15 janvier 1969).
- 1898 : 
  - Loren Murchison, athlète de sprint américain. Champion olympique du relais 4 × 100 m aux Jeux d’Anvers 1920 et aux Jeux de Paris 1924. († 11 juin 1979).

### XXesièclede1901à1950
- 1902 :
  - Emil Walch, skieur alpin autrichien. († 14 novembre 1967).
- 1906 : 
  - Maxime Lehmann, footballeur suisse. puis français. (2 sélections en équipe de France). († 24 avril 2009).
- 1908 :
  - Raymond Louviot, cycliste sur route français. († 14 mai 1969).
- 1915 :
  - Ludwig Fischer, pilote de courses automobile allemand. († 8 mars 1991).
- 1932 : 
  - John Bond, footballeur puis entraîneur anglais. († 26 septembre 2012).
- 1934 :
  - Ray Wilson, footballeur puis entraîneur anglais. Champion du monde de football 1966. (63 sélections en équipe nationale). († 15 mai 2018).
- 1935 :
  - Cal Ripken, Sr., dirigeant de baseball américain. († 25 mars 1999).
- 1938 :   
  - Peter Snell, athlète de demi-fond néo-zélandais. Champion olympique du 800 m aux Jeux de Rome 1960 puis champion olympique du 800 et du 1 500 m aux Jeux de Tokyo 1964. Détenteur du Record du monde du 800 m du 2 février 1962 au 27 juin 1973. († 12 décembre 2019).
  - Gilles Tremblay, hockeyeur sur glace canadien. († 26 novembre 2014).
- 1939 :
  - Mengálvio Pedro Figueiró, footballeur brésilien. Champion du monde de football 1962. Vainqueur de la Copa Libertadores 1962 et 1963. (13 sélections en équipe nationale).
- 1942 :
  - Juan de Dios Román, entraîneur de handball espagnol. Sélectionneur de l'équipe masculine d'Espagne de 1985 à 1988 puis entre 1995 et 2000 avec laquelle il remporte la médaille de bronze lors des Jeux olympiques de 1996 et de 2000 ainsi que le titre de vice-champion du monde en 1996 et 1998. Président de la Fédération royale espagnole de handball de 2008 à 2013. († 28 novembre 2020).
- 1944 :
  - Ferenc Bene, footballeur hongrois. Champion olympique aux Jeux de Tokyo 1964. (76 sélections en équipe nationale). († 27 février 2006).
- 1948 :
  - Valeri Belooussov, hockeyeur sur glace puis entraîneur soviétique puis russe. († 16 avril 2015).

### XXesièclede1951à2000
- 1951 :
  - Ken Hitchcock, entraîneur de hockey sur glace canadien.
  - Tatyana Kazankina, athlète de demi-fond soviétique puis russe. Championne olympique du 800m et du 1 500m aux Jeux de Montréal 1976 puis du 1 500m aux Jeux de Moscou 1980. Détentrice des records du monde du 800 mètres du 26 juillet 1976 au 12 juin 1980, du 1 500 mètres du 28 juin 1976 au 11 septembre 1993 et du 3 000 mètres du 26 août 1984 au 12 septembre 1993.
- 1956 :
  - Totka Petrova, athlète de demi-fond bulgare.
- 1959 :
  - Albert King, basketteur américain.
- 1965 :
  - Craig Berube, hockeyeur sur glace puis entraîneur canadien.
  - Jasna Šekarić, tireuse yougoslave puis serbe. Championne olympique du pistolet à air comprimé à 10 m et médaillée de bronze du pistolet sportif à 25 m aux Jeux de Séoul 1988, médaillée d'argent du pistolet à air comprimé à 10 m aux Jeux de Barcelone 1992, aux Jeux de Sydney 2000 et aux Jeux d'Athènes 2004.
- 1967 :
  - Vincent Damphousse, hockeyeur sur glace canadien.
- 1968 :
  - Paul Tracy, pilote de courses automobile canadien.
- 1971 :
  - Antoine Rigaudeau, basketteur français. Médaillé d'argent aux Jeux de Sydney 2000. Médaillé de bronze au Championnat d'Europe de basket-ball 2005. Vainqueur des Euroligue 1998 et 2001. (127 sélections en équipe de France).
  - Nikki McCray-Penson, joueuse et entraîneuse américaine de basket-ball. († 7 juillet 2023).
- 1973 :
  - Paula Radcliffe, athlète de fond britannique. Championne du monde de cross-country du cross long 2002. Champion du monde d'athlétisme du marathon 2005. Champion d'Europe d'athlétisme du 10 000 m 2002.
- 1975 :
  - Susanthika Jayasinghe, athlète de sprint sri lankaise. Médaillée d'argent du 200 m aux Jeux de Sydney 2000. Championne d'Asie d'athlétisme du 200 m 1995 puis championne d'Asie d'athlétisme du 100 et 200 m 2002 et 2007.
- 1976 :
  - Éric Bédard, patineur de vitesse canadien. Champion olympique du relais 5 000 m et médaillé de bronze du 1 000 m aux Jeux de Nagano 1998, champion olympique du relais 5 000 m aux Jeux de Salt Lake City 2002 puis médaillé d'argent du relais 5 000 m aux Jeux de Turin 2006. Champion du monde de patinage de vitesse sur piste courte du relais 5 000 m 1998 et champion du monde de patinage de vitesse sur piste courte du 500 m 2000.
  - Patrick Müller, footballeur suisse. (81 sélections en équipe nationale).
- 1977 :
  - Arnaud Clément, joueur de tennis français. Vainqueur de la Coupe Davis 2001. Capitaine de l'Équipe de France de Coupe Davis de 2012 à 2015.
- 1978 :
  - Manny Pacquiao, boxeur, basketteur puis homme politique philippin. Champion du monde poids mouches de boxe du 4 décembre 1998 au 17 septembre 1999, champion du monde poids super-coqs de boxe du 23 juin 2001 au 31 décembre 2003, champion du monde poids super-plumes de boxe du 15 mars 2008 au 31 juillet 2008, champion du monde poids légers de boxe du 28 juin 2008 au 4 avril 2009, champion du monde poids welters de boxe du 14 novembre au 9 juin 2012 et du 12 avril 2014 au 2 mai 2015 puis champion du monde poids super-welters de boxe du 13 novembre 2010 au 8 février 2011.
  - Chase Utley, joueur de baseball américain.
- 1979 :
  - Mohamed Benhamou, footballeur algérien. (7 sélections en équipe nationale).
- 1980 :
  - Suzy Batkovic, basketteuse australienne. Médaillée d'argent aux Jeux d'Athènes 2004 puis aux Jeux de Pékin 2008, médaillée de bronze aux Jeux de Londres 2012. Championne d'Océanie de basket-ball féminin 2001 et 2003. Victorieuse de l'Euroligue féminine de basket-ball 2004. (8 sélections en équipe nationale).
  - Benjamin Noirot, joueur de rugby français. Vainqueur de la Coupe d'Europe de rugby à XV 2014. (1 sélection en équipe de France).
- 1981 :
  - Tremmell Darden, basketteur américain.
  - Tim Wiese, footballeur allemand. (6 sélections en équipe nationale).
- 1982 :
  - Lorenzo Cittadini, joueur de rugby italien. (58 sélections en équipe nationale).
  - Stéphane Lasme, basketteur gabonais. (55 sélections en équipe nationale).
  - Brice Ollivier, pongiste français.
- 1983 :
  - Phara Anacharsis, athlète de haies et de sprint française. Médaillée d'argent du relais 4 × 400 m aux CE d'athlétisme 2012 et 2016 puis championne d'Europe d'athlétisme du relais 4 × 400 m 2014.
  - Thor-Christian Ebbesvik, pilote de courses automobile norvégien.
  - Haron Keitany, athlète de demi-fond kényan. Champion d'Afrique d'athlétisme du 1 500 m 2008.
  - Richard Lietz, pilote de courses automobile autrichien.
  - Sébastien Ogier, pilote de rallyes français. Champion du monde des rallyes 2013, 2014, 2015, 2016 et 2017. (40 victoires en rallyes).
  - Iosefa Tekori, joueur de rugby samoan. (34 sélections en équipe nationale).
- 1984 :
  - Nicholas Pope, basketteur français.
- 1986 :
  - Heissler Guillént, basketteur vénézuélien.
  - Julian Palmieri, footballeur français.
- 1987 :
  - Gauthier Klauss, céiste français. Championnats du monde de canoë-kayak en slalom C2 par équipes 2010, 2011, 2014, 2015 puis champion du monde de canoë-kayak en slalom C2 individuel et par équipes 2017. Médaillé de bronze du C2 aux Jeux de Rio 2016.
- 1988 :
  - Kris Joseph, basketteur canadien.
  - David Rudisha, athlète de demi-fond kényan. Champion olympique du 800 m aux Jeux de Londres 2012 et aux Jeux de Rio 2016. Champion du monde d'athlétisme du 800 m 2011 et 2015. Champion d'Afrique d'athlétisme du 800 m 2008 et 2010.
  - Yann Sommer, footballeur suisse. (39 sélections en équipe nationale).
- 1989 :
  - André Ayew, footballeur franco-ghanéen. (116 sélections avec l'équipe du Ghana).
- 1991 :
  - Dylan Rocher, joueur de pétanque français. Champion du monde de pétanque de triplette 2012 puis champion du monde de pétanque de triplette et de tir de précision 2018 et 2021. Champion d'Europe de pétanque de triplette et de tir de précision 2011, 2013 et 2017 puis champion d'Europe de pétanque de triplette 2015.
- 1992 :
  - Florine Basque, basketteuse française.
  - Guessouma Fofana, footballeur franco-mauritanien. (5 sélections avec l'Équipe de Mauritanie).
  - Lood de Jager, joueur de rugby à XV sud-africain. Champion du monde de rugby 2019. Vainqueur du The Rugby Championship 2019. (66 sélections en équipe nationale).
  - Brayden Wiliame, joueur de rugby à XIII australo-fidjien. (7 sélections avec l'équipe des Fidji).
- 1993 :
  - Sondre Holst Enger, cycliste sur route norvégien.
  - Buddy Hield, basketteur bahaméen.
  - Huw Jones, joueur de rugby à XV écossais. (43 sélections en équipe nationale).
- 1994 :
  - Jackie Groenen, footballeuse néerlando-belge. Championne d'Europe féminin de football 2017. (104 sélections avec l'équipe des Pays-Bas).
  - Raffaele Marciello, pilote de courses automobile italien.
  - Birger Meling, footballeur norvégien. (39 sélections en équipe nationale).
- 1995 :
  - Guerschon Yabusele, basketteur français. (38 sélections en équipe de France).
- 1996 :
  - Anne Kuhm, gymnaste française.
- 1997 :
  - Héléna Cazaute, volleyeuse française.
- 1998 :
  - Pierre Gouzou, trampoliniste français. Champion du monde de trampoline par équipes et médaillé de bronze en synchronisé 2023. Champion d'Europe de trampoline par équipes et médaillé d'argent en individuel 2022.
- 1999 :
  - Santeri Haarala, footballeur finlandais.
- 2000 :
  - Wesley Fofana, footballeur franco-ivoirien. (1 sélection avec l'équipe de France).

### XXIesiècle
- 2002 :
  - Castello Lukeba, footballeur français. Médaillé d'argent aux Jeux de Paris 2024. (1 sélection avec l'équipe de France).
- 2003 :
  - Ante Crnac, footballeur croate.
- 2004 :
  - Mansour Ouro-Tagba, footballeur togolais.
- 2005 :
  - Joseph Sabobo, footballeur zambien.

## Décès

### XXesièclede1901à1950
- 1921 :
  -  Jules Trinité, 64 ans, tireur français. Médaillé d'argent du 50 m pistolet d'ordonnance, par équipes aux Jeux de Paris 1900. (° 22 décembre 1856).
- 1925 :
  -  Monkey Hornby, 78 ans, joueur de rugby et joueur de cricket anglais. (9 sélections en équipe nationale de rugby et 3 sélections en Test cricket). (° 10 février 1847).

### XXesièclede1951à2000
- 1963 :
  -  William Foster, 73 ans, nageur britannique. Champion olympique du relais 4×200m nage libre aux Jeux de Londres 1908 et médaillé de bronze du relais 4×200m nage libre aux jeux de Stockholm 1912. (° 10 juillet 1890).

### XXIesiècle
- 2003 : 
  -  Otto Graham, 82 ans, joueur de foot U.S. américain. (° 6 décembre 1921).
- 2005 : 
  -  Jacques Fouroux, 58 ans, joueur de rugby puis entraîneur français. Vainqueur du Grand Chelem 1977. (28 sélections en équipe de France). (° 24 juillet 1947).
- 2009 : 
  -  Michel Leblond, 77 ans, footballeur français. (4 sélections en équipe de France). (° 10 mai 1932).
- 2011 : 
  -  Ronnie Smith, 49 ans, basketteur français. (20 sélections en équipe de France). (° 21 avril 1962).
- 2012 : 
  -  Frank Pastore, 55 ans, joueur de baseball américain. (° 21 août 1957).